# Campeonato Maranhense de Futebol de 1957
O Campeonato Maranhense de Futebol de 1957 foi a 36º edição da divisão principal do campeonato estadual do Maranhão. O campeão foi o Ferroviário que conquistou seu 1º título na história da competição. O artilheiro do campeonato foi Joãozinho, jogador do Vitória do Mar, com 6 gols marcados.

## Premiação
| Campeonato Maranhense de 1957   |
| São Luís                        |
| ------------------------------- |
| Ferroviário Campeão (1º título) |